# 1880er
Portal Geschichte | Portal Biografien | Aktuelle Ereignisse | Jahreskalender | Tagesartikel

◄ |
18. Jh. |
19. Jahrhundert
| 20. Jh. | ►

◄ |
1850er |
1860er |
1870er |
1880er
| 1890er | 1900er | 1910er | ►

1880 |
1881 |
1882 |
1883 |
1884 |
1885 |
1886 |
1887 |
1888 |
1889

## Ereignisse
- 1882: Der 1879 zwischen dem Deutschen Reich und Österreich-Ungarn geschlossene Zweibund wird durch den Beitritt Italiens zum Dreibund erweitert (bis 1914/15).
- 1881 bis 1889: Einführung der Bismarckschen Sozialgesetze in Deutschland: Kranken-, Unfall-, Invaliditäts- und Altersversicherung.
- Einsatz von Gewerbeinspektoren zur Kontrolle in Fabriken. Verbot von Kinderarbeit in Österreich (unter 14 Jahren).
- Paris hat zwei Millionen Einwohner, Berlin hat zum ersten Mal über eine Million.
- Nach jahrelangem Widerstand ergibt sich Geronimo 1886. Er führte einen der letzten großen Aufstände gegen die USA.
- Beginn der Kongogräuel 1888: Ausbeutung und Massenmord im Kongo im Rahmen der belgischen Herrschaft in Millionenhöhe.
- Die indigenen Nordamerikaner verlieren beim Oklahoma Land Run 1889 ihr letztes Territorium in den Vereinigten Staaten.

### Wissenschaft
- Carl Auer von Welsbach entwickelt das Gasglühlicht.
- Robert Koch entdeckt den Tuberkelbazillus, einen Erreger der Tuberkulose.
- Otto Lilienthal bringt seine Erkenntnisse in dem Werk Der Vogelflug als Grundlage der Fliegekunst zu Papier
- Berlin setzt (als erste Stadt) die elektrische Straßenbahn ein.

## Kulturgeschichte

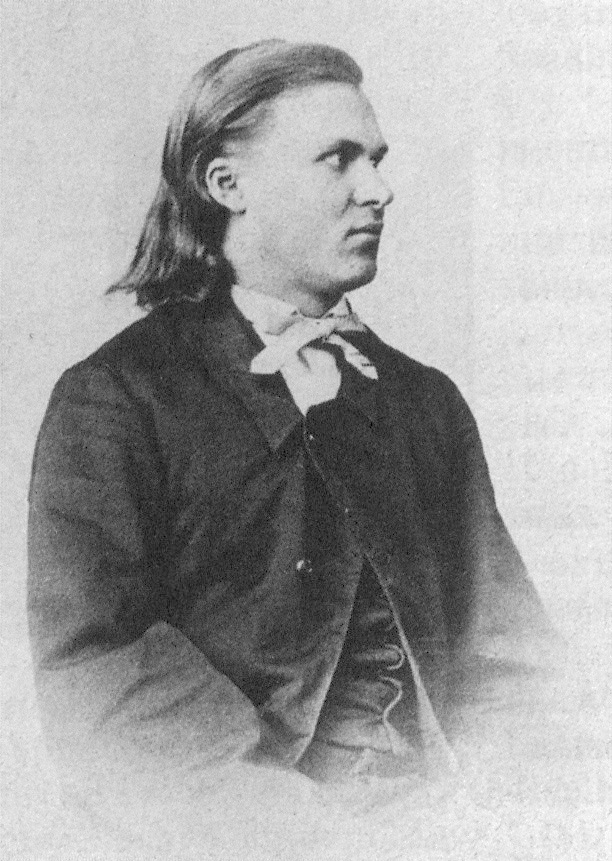
Friedrich Nietzsche als 18-Jähriger, 1862

- Friedrich Nietzsche publiziert Also sprach Zarathustra.
- Fjodor Michailowitsch Dostojewski schreibt Die Brüder Karamasow.
- Robert Louis Stevenson publiziert Der seltsame Fall des Dr. Jekyll und Mr. Hyde.
- Die erste Ausgabe des Oxford English Dictionary wird publiziert.
- Arthur Conan Doyle publiziert seine erste Ausgabe von Sherlock Holmes.
- Marie von Ebner-Eschenbach veröffentlicht den Zyklus Dorf- und Schlossgeschichten, welcher auch die bekannte Kurzgeschichte Krambambuli beinhaltet.
- Bertha von Suttners Die Waffen nieder erscheint.
- Die Freiheitsstatue wird 1886 eingeweiht.
- 1886: Franz Liszt stirbt im Alter von 74 Jahren.

### Kinder- und Jugendliteratur
- Carlo Collodi verfasst das Kinderbuch Die Abenteuer von Pinocchio.
- Mark Twain publiziert Die Abenteuer des Huckleberry Finn.
- Johanna Spyri veröffentlicht Heidi.
- Robert Luis Stevenson: Die Schatzinsel

## Persönlichkeiten
- Franz Joseph I., Kaiser in Österreich-Ungarn
- Wilhelm I., Kaiser im Deutschen Kaiserreich
- Wilhelm II., Kaiser im Deutschen Kaiserreich
- Otto von Bismarck, Kanzler des Deutschen Kaiserreichs
- Umberto, König in Italien
- Leo XIII., Papst
- Alexander III., Zar in Russland
- Jules Grévy, französischer Präsident
- Victoria, Königin des Vereinigten Königreiches von Großbritannien und Irland
- Robert Gascoyne-Cecil, 3. Marquess of Salisbury, Premierminister des Vereinigten Königreiches von Großbritannien und Irland
- William Ewart Gladstone, Premierminister des Vereinigten Königreiches von Großbritannien und Irland
- John Macdonald, Premierminister in Kanada
- Grover Cleveland, Präsident in den Vereinigten Staaten
- Chester A. Arthur, Präsident in den Vereinigten Staaten
- Meiji, Kaiser in Japan
- Cixi, Kaiserinwitwe von China
- Naser ad-Din Schah, Schah in Persien
- Friedrich Nietzsche, Schriftsteller
- Mark Twain, US-amerikanischer Schriftsteller
- Fjodor Michailowitsch Dostojewski, russischer Schriftsteller
- Arthur Conan Doyle, Schriftsteller
- Helen Keller, taubblinde amerikanische Schriftstellerin